# Bloß (k)eine Heirat
Bloß (k)eine Heirat (Originaltitel: (Un)arranged Marriage) ist der Titel eines Jugendbuches von Bali Rai, das in der Übersetzung von Jacqueline Csuss erstmals bei Sauerländer/Fischer 2001 erschien.

## Handlung
Der Ich-Erzähler Manny lebt mit seiner aus Indien stammenden Familie im englischen Leicester. Er fühlt sich der englischen Lebensweise näher als den indischen Traditionen, womit er sich in seiner Familie zum Außenseiter macht. Seinem Vater, der ihn schlägt und ansonsten ignoriert, missfällt Mannys Umgang mit seinem schwarzen Freund Ady, seine Beziehung zu Lisa muss er geheim halten. Dies gilt insbesondere, da seine Hochzeit bereits arrangiert wurde, als er 14 Jahre alt war.
Seine ablehnende Haltung der intoleranten Lebensweise seinen Eltern gegenüber lässt Manny zunehmend in eine aggressive Protesthaltung rutschen, die schließlich dazu führt, dass der eigentlich intelligente Junge im Sommer vor der geplanten Hochzeit von der Schule fliegt. Seine Eltern entschließen sich, ihn mit nach Indien zu nehmen, doch da erlebt der junge Mann eine Überraschung: Er findet eine verwandte Seele und merkt, dass man ihn hereinlegen will.
Manny will mit aller Macht die Hochzeit verhindern und einen Weg finden, aus der Unterdrückung durch die Umwelt auszubrechen. Vier Jahre hat er Zeit, sich einen Plan auszudenken und ihn umzusetzen.

## Beschreibung
Der Roman handelt davon, dass einige indische Einwanderer sich nicht in die Kultur und das Gemeinschaftsleben ihrer neuen Heimatländer integrieren wollen oder können. Auch junge Männer können durch überkommene traditionelle Rituale wie arrangierten Hochzeiten zu Opfern werden. Während der erste Teil der Geschichte, der das Leben und Leiden der Einwandererkinder zwischen den neuen Lebensweisen und den Traditionen zeigt, schon häufiger beschrieben wurde (etwa in den Filmen East is East oder Mein wunderbarer Waschsalon), öffnet der Roman gerade im zweiten Teil dem Leser neue Perspektiven. Manny fliegt mit seiner Familie nach Indien und macht dort ganz ungewohnte Erfahrungen. Der Ich-Erzähler erkennt auch in dem kleinen Dorf weit ab von der nächsten Großstadt – wider Willen – die Schönheit des Landes und seine Faszination.

## Personen

### Manny
Manjit, genannt Manny, ist die Hauptperson des Romans. Zu Beginn der Geschichte ist er 13 Jahre alt und lebt mit seiner Familie in Leicester, England. Seine Eltern sind aus dem Punjab in Indien ausgewandert. Sie versuchen, ihre Kinder zu guten Punjabis zu erziehen, wie sie es nennen. Nachdem seine beiden älteren Brüder Harry und Ranjit bereits verlobt und verheiratet sind, erfährt nun auch Manny, dass seine Eltern planen, ihn kurz nach seinem 17. Geburtstag zu verheiraten.
Zusammen mit seinem besten Freund Ady und seiner Freundin Lisa versucht Manny, die vier Jahre, die ihm bleiben, zu nutzen, um aus der geplanten arrangierten Ehe herauszukommen.

### Ranjit und Harry
Ranjit und Harry (Bilhar) sind Mannys ältere Brüder. Beide sind, anders als der jüngste der drei, gut auf die elterliche Erziehung angesprungen und leben das Leben, das ihr Vater für sie vorgesehen hatte. Ranjit ist verheiratet mit Jas, und die beiden erwarten ihr erstes Kind. Und auch Harry hat der arrangierten Ehe zugestimmt, seine Frau heißt Baljit.
Alle ihre Freunde kommen aus der Punjabi-Gemeinde, sie arbeiten beide in der Fabrik und sprechen kein sonderlich gutes Englisch.

### Mannys Eltern
Manny kommt mit seinen Eltern nicht besonders gut klar. Seine Mutter spielt in der Geschichte keine sonderlich große Rolle, genauso wenig wie in Mannys Leben. Doch als Manny der Hochzeit nicht zustimmen will, beginnt sie ihn damit zu erpressen, ihm das Gefühl zu geben, sie werde sich umbringen, wenn er nicht zustimmt.
Der Familienvater ist ein Trinker und schlägt seinen Sohn regelmäßig. Er hat kein Verständnis für Mannys Wunsch, ein ganz normaler englischer Junge zu sein. Er ist ein Punjabi und stolz darauf. Ab und zu spielt er sich als religiös auf, doch ein wirklich gläubiger Sikh ist er nicht. Es scheint eher eine Art Accessoire für ihn zu sein.

### Ady
Ady ist Mannys bester Freund und wird von diesem immer mehr zu illegalen Aktionen gebracht, bis er schließlich wegen Schwänzens von der Schule fliegt. Mannys Vater sieht es nicht gerne, wenn er sich mit Ady trifft, da Ady schwarz ist und sein Vater viele Vorurteile gegen Schwarze hat. Adys Familie ist alles, was Mannys nicht ist. Seine Eltern und seine Brüder unterstützen ihn und lassen ihm viele Freiheiten. Ady hilft Manny, seinen Plan auszuführen, um der Hochzeit zu entkommen.

### Lisa
Lisa kommt im Laufe der Geschichte mit Manny zusammen. Sie und ihre Eltern hören ihm zu und versuchen ihm zu helfen, mit seinen vielen Problemen klarzukommen.

### Onkel Jag
Onkel Jag ist das schwarze Schaf von Mannys Familie. Als er ihn in Indien trifft, ist er erstaunt, wie wenig dieser dem Bild entspricht, das seine Eltern ihm von ihm vermittelt hatten. Er wird zu Mannys Vorbild, da er selbst einer arrangierten Ehe ausgewichen ist und nun für die australische Regierung arbeitet. Er hilft Manny bei seiner Flucht aus Indien und vertritt dieselbe Auffassung wie Manny, was die Familiendiener angeht.
Doch gleichzeitig zeigt er Manny auch, wie er von der Familie behandelt werden wird, wenn er wirklich versucht, sein eigenes Leben zu führen.

## Ausgaben
- (Un)arranged Marriage (Corgi 2001) ISBN 9780552547345
- Bloß (k)eine Heirat (Sauerländer 2002) ISBN 3794149505